# Le Coup de Prague
Le Coup de Prague est le second tome du cycle II de Sir Arthur Benton. Cette série BD d'espionnage est composée de deux cycles : le second   commence avec la fin de la seconde guerre mondiale et le début de la dénazification de l'Allemagne et se termine à la mort de Staline (1945-1953).

## Synopsis
Sir Arthur Benton commande le colonel Marchand et s’appuie sur l’ex-réseau de l’Abwehr pour contrer l'arrivée des communistes en Tchécoslovaquie.

## Autres tomes
1. L’Organisation - 2008
2. La Mort de l'oncle Joe - 2010

## Expositions
- Paris (Galerie des Arts Graphiques), 2009

## Prix
- Prix de la ville de Creil, Creil 2009

### Lien
- Le site de la série